# 秋雨时分
《秋雨时分》是凤凰卫视于2006年初开办的一栏谈话类节目，由学者余秋雨担任主持人，所以以「秋雨」为名。该栏目非常简短，每集只有5分钟。

## 节目定位
在《秋雨时分》内带领观众深入探讨东方及中国文化的各个课题，激发观众对知识的欲望。 

## 播出时间安排
播出时间：凤凰卫视中文台
首播：周一至周五 23:00－23:05 
重播：周二至周六 15:10－15:15

## 已经谈过的话题
中华文明中的民族统一：先秦时代的诸子百家，秦朝的统一六国，三国、南北朝的统一，文字的统一与传承等。
科举制度中的社会管理：社会秩序，中庸之道。科举考试，官员制度等。